# Картофено пюре
Картофено пюре (на френски: Purée de pommes de terre) е ястие от картофи, сварени и намачкани с прясно мляко, масло и сол, до получаване на гладко пюре.
Много разпространен способ за приготвяне на картофи по цял свят.
Популярна гарнитура към множество ястия с месо и месни продукти.